# Gabi Zange

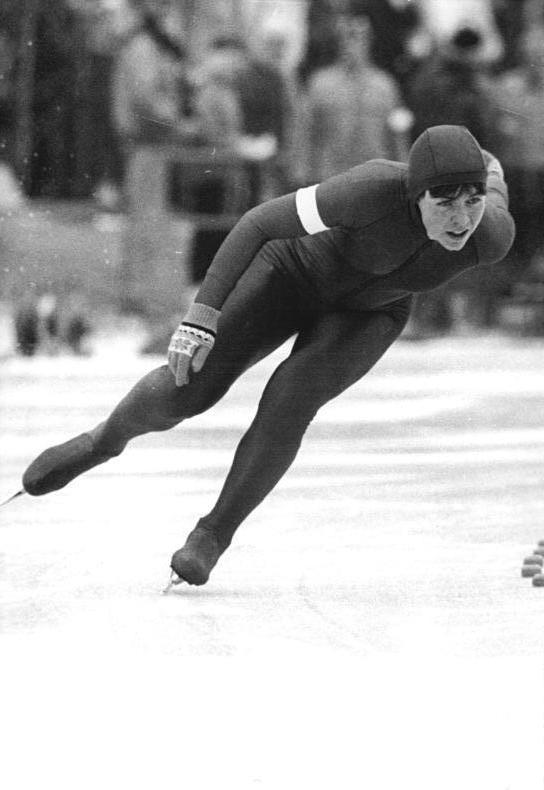
Gabi Zange

Gabi Zange, geboren als Gabi Schönbrunn (Crimmitschau, 1 juni 1961) is een voormalig Oost-Duitse langebaanschaatsster. Haar beste prestatie was het behalen van de Europese allroundtitel van 1984 op de baan van Medeo.
WK Allround

Aan dit toernooi nam Gabi zeven maal deel. Op het WK van 1984 werd ze derde en op het WK van 1985 werd ze tweede. Op zes toernooien behaalde ze afstandmedailles, 1 op de 1500m, 4 op de 3000m en 5 op de 5000m, waarvan 5 zilveren en 5 bronzen.

## Persoonlijk records
| Afstand    | Tijd    | Datum            | Baan    |
| ---------- | ------- | ---------------- | ------- |
| 500 meter  | 41,93   | 27 maart 1981    | Medeo   |
| 1000 meter | 1.22,00 | 5 december 1987  | Calgary |
| 1500 meter | 2.04,98 | 4 december 1987  | Calgary |
| 3000 meter | 4.16,76 | 5 december 1987  | Calgary |
| 5000 meter | 7.21,61 | 28 februari 1988 | Calgary |

### Adelskalender
Schönbrunn heeft één periode aan de top van de Adelskalender gestaan. Van 15 januari tot 22 januari 1984 stond de Oost-Duitse in totaal 7 dagen aan de top van de Adelskalender.
Hieronder staan de persoonlijke records (PR's) waarmee Schönbrunn aan de top van de Adelskalender kwam en de PR's die zij had staan toen zij van de eerste plek verdreven werd. Tevens zijn de gegevens weergegeven van de schaatssters die voor en na haar aan de top van de lijst stonden.
| Datum      | 500 m | 1500 m  | 3000 m  | 5000 m  | Punten  | Voorganger / Opvolger      |
| ---------- | ----- | ------- | ------- | ------- | ------- | -------------------------- |
| 09-12-1983 | 40,54 | 2.03,40 | 4.30,25 | 7.49,5  | 173,663 | Karin Enke                 |
| 15-01-1984 | 41,93 | 2.05,76 | 4.21,70 | 7.39,44 | 173,410 |                            |
| 22-01-1984 | 41,28 | 2.05,86 | 4.24,26 | 7.40,97 | 173,373 | Andrea Schöne-Mitscherlich |

## Resultaten
| Jaar | EK Allround | Olympische Spelen | WK Allround | WK Junioren |
| ---- | ----------- | ----------------- | ----------- | ----------- |
| 1980 |             |                   |             | 8e          |
| 1981 | Brons       |                   | 11e         |             |
| 1982 | 4e          |                   | 4e          |             |
| 1983 | 4e          |                   | 4e          |             |
| 1984 | Goud        | 4e 1500m · 3000m  | Brons       |             |
| 1985 | 6e          |                   | Zilver      |             |
| 1986 | 4e          |                   | 5e          |             |
| 1987 | 7e          |                   |             |             |
| 1988 |             | 3000m · 5000m     | 4e          |             |

### Medaillespiegel
| Kampioenschap     | Goud · | Zilver · | Brons · |
| ----------------- | ------ | -------- | ------- |
| EK Allround       | 1      | 0        | 1       |
| Olympische Spelen | 0      | 0        | 3       |
| WK Allround       | 0      | 1        | 1       |

## Wereldrecords
| Nr. | Afstand         | Tijd    | Datum           | Baan    |
| --- | --------------- | ------- | --------------- | ------- |
| 1   | 3000 meter      | 4.21,70 | 28 maart 1981   | Medeo   |
| 2   | 5000 meter      | 7.39,44 | 15 januari 1984 | Medeo   |
| 3   | kleine vierkamp | 174,710 | 15 januari 1984 | Medeo   |
| 4   | 3000 meter      | 4.16,76 | 5 december 1987 | Calgary |

Verné Lesche · 
Valentina Koeznetsova · 
Serafima Paromova · 
Laila Schou Nilsen · 
Olga Akifjeva · 
Rimma Zjoekova · 
Tamara Rylova · 
Inga Artamonova · 
Stien Kaiser · 
Ans Schut · 
Nina Statkevitsj · 
Tatjana Averina · 
Galina Stepanskaja · 
Natalja Petroeseva · 
Andrea Mitscherlich · 
Karin Enke · 
Gabi Zange · 
Gunda Niemann · 
Claudia Pechstein · 
Anni Friesinger · 
Cindy Klassen
(On)officiële Europese kampioenschappen

1970: Nina Statkevitsj · 
1971: Nina Statkevitsj · 
1972: Atje Keulen-Deelstra · 
1973: Atje Keulen-Deelstra · 
1974: Atje Keulen-Deelstra · 
1981: Natalja Petroeseva · 
1982: Natalja Petroeseva · 
1983: Andrea Mitscherlich · 
1984: Gabi Schönbrunn · 
1985: Andrea Mitscherlich · 
1986: Andrea Mitscherlich · 
1987: Andrea Mitscherlich · 
1988: Andrea Mitscherlich · 
1989: Gunda Niemann · 
1990: Gunda Niemann · 
1991: Gunda Niemann · 
1992: Gunda Niemann · 
1993: Emese Hunyady · 
1994: Gunda Niemann · 
1995: Gunda Niemann · 
1996: Gunda Niemann · 
1997: Tonny de Jong · 
1998: Claudia Pechstein · 
1999: Tonny de Jong · 
2000: Anni Friesinger · 
2001: Gunda Niemann · 
2002: Anni Friesinger · 
2003: Anni Friesinger · 
2004: Anni Friesinger · 
2005: Anni Friesinger · 
2006: Claudia Pechstein · 
2007: Martina Sáblíková · 
2008: Ireen Wüst · 
2009: Claudia Pechstein · 
2010: Martina Sáblíková · 
2011: Martina Sáblíková · 
2012: Martina Sáblíková · 
2013: Ireen Wüst · 
2014: Ireen Wüst · 
2015: Ireen Wüst · 
2016: Martina Sáblíková · 
2017: Ireen Wüst ·
2019: Antoinette de Jong ·
2021: Antoinette de Jong ·
2023: Antoinette de Jong ·
2025: Antoinette de Jong